# Краковска архиепархия
Краковската архиепархия (на полски: Archidiecezja krakowska; на латински: Archidioecesis Cracoviensis) е една от 14-те архиепархии на католическата църква в Полша, западен обред. Част е от Краковската митрополия.
Краковската епархия е създадена през 1000 година като суфраганна епископия на Гнезненската митрополия. На 25 март 1925 година папа Пий XI я издига в ранг на архиепархия и център на новосъздадената Краковска митрополия. Настоящата и територия е установена на 25 март 1992 година с булата „Totus Tuus Poloniae Populus“ на папа Йоан-Павел II. Заема площ от 5 730 км2 и има 1 572 000 верни. Седалище на архиепископа е град Краков.

## Деканати
В състава на архиепархията влизат четиридесет и седем деканата.
| - Деканат „Бабице“ - Деканат „Бялка Татшанска“ - Деканат „Бяли Дунаец“ - Деканат „Болеховице“ - Деканат „Вавженчице“ - Деканат „Вадовице Пулноц“ - Деканат „Вадовице Полудне“ - Деканат „Величка Всхуд“ - Деканат „Величка Захуд“ - Деканат „Добчице“ - Деканат „Закопане“ - Деканат „Затор“ - Деканат „Йорданов“ - Деканат „Калвария“ - Деканат „Краков Бенчице“ - Деканат „Краков Борек Фаленцки“ | - Деканат „Краков Броновице“ - Деканат „Краков Вавел“ - Деканат „Краков Кажимеж“ - Деканат „Краков Кроводжа“ - Деканат „Краков Могила“ - Деканат „Краков Подгуже“ - Деканат „Краков Прокочим“ - Деканат „Краков Прондник“ - Деканат „Краков Салватор“ - Деканат „Краков Санктуария“ - Деканат „Краков Центрум“ - Деканат „Кшешовице“ - Деканат „Либьонж“ - Деканат „Маков Подхалянски“ - Деканат „Мишленице“ - Деканат „Могиляни“ | - Деканат „Мшана Долна“ - Деканат „Негович“ - Деканат „Неджица“ - Деканат „Неполомице“ - Деканат „Нови Тарг“ - Деканат „Пчим“ - Деканат „Рабка“ - Деканат „Скавина“ - Деканат „Сулковице“ - Деканат „Суха Бескидзка“ - Деканат „Тшебиня“ - Деканат „Хшанов“ - Деканат „Чарни Дунаец“ - Деканат „Чернохов“ - Деканат „Яблонка“ |